# ناثانيل شورت
ناثانيل شورت (بالإنجليزية: Nathaniel Short)‏ (28 يناير 1985 بلندن في المملكة المتحدة - ) هو لاعب كرة قدم بريطاني في مركز الدفاع. لعب مع Rochester Rhinos ‏ وCape Cod Crusaders ‏ وبريدجواتر يونايتد وGPS Portland Phoenix ‏ وWellington A.F.C. ‏.

## وصلات خارجية
- ناثانيل شورت على موقع قاعدة بيانات كرة القدم.إي يو (الإنجليزية)